# Okurigana

Ein Beispiel für Okurigana

Okurigana (jap. 送り仮名, etwa hinterhergeschickte Zeichen) sind in der japanischen Schrift Hiragana, die mit einem Kanji gemeinsam ein Wort bilden. Am häufigsten werden Okurigana als grammatische Morpheme in der Konjugation von Verben verwendet, während die Kanji das lexikalische Morphem darstellen.
Beispiel: 帰りたくない kaeri takunai
Im nebenstehenden Beispiel mit der Aussprache kaeritakunai (dt. ich will nicht nach Hause zurückkehren) ist das erste Zeichen (帰 kae) ein Kanji mit der Bedeutung (nach Hause) zurückkehren. Alle weiteren Zeichen sind Okurigana; sie modifizieren das Verb folgendermaßen:
- り ri: Flexionsendung des Verbes für (nach Hause) zurückkehren
- たく taku: von tai = mögen / wollen
- ない nai: Negation